# Alquitrán de hulla
El alquitrán de hulla es un líquido marrón o negro de elevada viscosidad que huele a naftalina. Tiene diferentes aplicaciones, principalmente como recubrimiento o pintura especializada gracias a su resistencia a ácidos y corrosivos como el agua salada. Está formado por la mezcla de hidrocarburos aromáticos, bases nitrogenadas y fenoles. Contiene grandes cantidades de tolueno, xileno y naftaleno, que pueden separarse por destilación fraccionada.

## Aplicaciones
El alquitrán de hulla puede usarse como recubrimiento anticorrosivo, caracterizándose por tener una excelente resistencia al agua salada y una buena resistencia tanto a ácidos como a bases. Se emplea también para conservar madera (por ejemplo durmientes de ferrocarril) e impermeabilización de techos.
Se usa como materia prima para la producción de varias sustancias químicas, como el carbolineum. De él pueden obtenerse grandes cantidades de naftalina, antraceno, piridina, quinolina y pireno, además de ser importante para la construcción de carreteras.
Siendo inflamable, el alquitrán de hulla se usa a veces para calefacción, como combustible de calderas. Como la mayoría de los aceites pesados, debe calentarse previamente para que fluya fácilmente.
Puede usarse para obtener jabón de alquitrán de hulla, que se usa como champú medicinal para matar y eliminar los piojos y como tratamiento para la caspa y la psoriasis. Cuando se usa como tratamiento médico en los Estados Unidos, los preparados de alquitrán de hulla se consideran fármacos de venta libre sin receta médica y están sujetos a la regulación de la Administración de Drogas y Alimentos (FDA) de los EUA. El champú de alquitrán de hulla se comercializa bajo diferentes marcas comerciales (por ejemplo: Dermoscalp, Balnetar, Sebryl, etc).

## Producción
Al calentar carbón bituminoso en contenedores cerrados sin aire hasta unos 650 a 800 °C, el carbón se descompone en los siguientes productos:
- 80% de carbón de coque
- 5% de amoníaco
- 5% de alquitrán de hulla
- 10% de gas de alumbrado

Actualmente el alquitrán de hulla se genera como subproducto del proceso de producción de coque, material de enorme importancia en la fundición de hierro.

## Efectos en la salud
Según la Agencia Internacional para la Investigación del Cáncer (IARC), los preparados que incluyen más de un 5% de alquitrán de hulla cruda son carcinógenos. [cita requerida]
A pesar de ello, la National Psoriasis Foundation estadounidense afirma que el alquitrán de hulla es una opción terapéutica valiosa, segura y barata para millones de personas que padecen psoriasis y otras enfermedades del cuero cabelludo.